# Шумјачи
Шумјачи (рус. Шумячи) насељено је место са административним статусом варошице (рус. посёлок городского типа) на западу европског дела Руске Федерације. Насеље је смештено у јужном делу Шумјачког рејона чији је уједно административни центар, на југозападу Смоленске области.
Према процени из 2014. у вароши је живео 3.991 становник.

## Географија
Варошица се налази у јужном делу истоименог рејона, око 3 км јужније од тока реке Остјор, односно на око 145 км јужно од административног центра области, града Смоленска и на 5 км северно од железничке станице Поњатовка на линији Рослављ—Кричев.

## Историја
Насељено место Шумјачи се у писаним изворима први пут помиње у једној литванској повељи књаза Казимира из 1587. године, а у вези са поделом земље. До XVIII века насеље је имало статус села, а потом и урбаног насеља. Након што је цела област постала делом Руске Империје након прве поделе Пољске Шумјачи административно постају делом Могиљовске губерније. У другој половини XIX века у насељу је живело 2.300 становника, од чега су око полвину чинили Јевреји.
У периоду 1922—1929. Шумјачки округ је био делом Рослављанског округа тадашње Смоленске губерније, да би насеље потом постало рејонским центром. Административни статус варошице има од 1965. године.

## Демографија
Према подацима са пописа становништва 2010. у варошици је живело 4.227 становника, док је према проценама за 2014. насеље имало 3.991 становника.
| 1959. | 1970. | 1979. | 1989. | 2002. | 2010. | 2014. |
| ----- | ----- | ----- | ----- | ----- | ----- | ----- |
| ---   | 4.258 | 5.170 | ---   | ---   | 4.227 | 3.991 |